# Nikolaj Arcel
Nikolaj Arcel est un scénariste et réalisateur danois, né le 25 août 1972 à Copenhague.
Ayant commencé sa carrière de réalisateur dans les années 2000, Nikolaj Arcel a connu plusieurs succès au niveau national, mais le film Royal Affair, qu’il produit en 2012, lui attire une audience internationale et plusieurs récompenses : deux Ours d’argent à de la 62e édition du festival du film de Berlin et le Satellite Award des meilleurs costumes (2012).

## Biographie

### Famille
Nikolaj Arcel est le fils de l’architecte Anne Ancel et du psychologue Libby Arcel. Il est le frère cadet de l’actrice Nastja Arcel, avec laquelle il a eu l’occasion de travailler au début de sa carrière sur les plateaux de tournage, notamment pour Klatretøsen (2002) et Kongekabale (2004). Par ailleurs, depuis 2009, le réalisateur et scénariste entretient une relation avec l’actrice danoise Rosalinde Mynster (1988), qui est aussi à l’affiche dans son film Royal Affair (2012).

### Jeunesse et études
Enfant, Nikolaj Arcel est d’un tempérament introverti et pensif, si bien que ses premières réflexions cinématographiques portent sur Star Wars ; il réalise seul ses premières scènes caméra en main en reprenant les personnages de la saga sur une étagère de sa bibliothèque. Sorti en 1982 alors qu’il n’a que 10 ans, le film E.T. l’extra-terrestre marque pour lui la prise de conscience de sa vocation : le cinéma. Il commence à écrire des romans et des nouvelles à partir de l’âge de 12 ans. Au gymnase, Arcel réalise avec ses camarades un long métrage tourné d’après La Cité de verre, premier opus de Trilogie new-yorkaise de Paul Auster. L’Américain John Irving devient à l’époque une de ses lectures favorites, et le jeune Ancel rêve déjà d’une collaboration avec l’auteur.
Après le gymnase, qui correspond à la fin de l’enseignement secondaire dans le système éducatif danois, Nikolaj Arcel s’offre une année sabbatique. L’industrie du cinéma l’intimide alors et il semble que la profession soit peu ouverte aux plus jeunes talents. En effet, le cinéma danois est dans les années 1990 un « pays fermé », et ce depuis Bille August.
Nikolaj Arcel poursuit ses études à l'École nationale de cinéma du Danemark, mais aussi au Collège européen du film à Ebeltoft, dans le Jutland. Il s’y fait un cercle de relation, et tisse notamment des liens avec un scénariste avec lequel il travaille dans plusieurs de ses films, Rasmus Heisterberg. Alors que Woyzecks sidste symfoni, un court métrage qui est en réalité son film de thèse, est présenté en 2001 pour la DDF, Nikolaj Arcel reçoit la même année son diplôme,. Le film reçoit en 2002 le grand-prix du Festival international du court-métrage de Clermont-Ferrand.

### Carrière
Les années 2000 marquent le début de sa carrière. Le premier film qu’il réalise en 2004 est le long métrage Kongekabale. Le succès de ce film à la fois au Danemark et dans le monde anglo-saxon l’encourage à réaliser un film fantastique en hommage à Spielberg et au film E.T., qui a marqué toute sa génération. Il passe les trois années suivantes à réaliser le film fantastique, L’île aux sorciers, qui connaît lui aussi une petite reconnaissance internationale. En 2010, il réalise Sandheden om mænd ou Truth about Men à l’international.
En 2012, le film Royal Affair reçoit un véritable succès auprès du public. Pour son quatrième long métrage, Nikolaj Arcel retrace une periode de l’histoire du Danemark qui se déroule dans la deuxième moitié du XVIIIe siècle. Le film à la fois historique et dramatique relate la relation amoureuse du médecin du « roi fou » Christian VII, Johann Friedrich Struensee et de la reine Caroline-Mathilde, couple politique qui, à la tête de l’État danois, mit en pratique les idées des Lumières. Récompensé à la Berlinale de 2012, le film est aussi nommé en 2013 à la 85e cérémonie des Oscars (meilleur film en langue étrangère).

## Filmographie

### Réalisateur
- 2001 : Woyzecks sidste symfoni[N 1] (court métrage)
- 2004 : Kongekabale
- 2007 : L'île aux sorciers (De fortabte sjæles ø)[N 2]
- 2010 : Sandheden om mænd[N 3]
- 2012 : Royal Affair (En kongelig affære)[N 4]
- 2017 : La Tour sombre
- 2023 : Bastarden

### Scénariste

#### Films
- 2001 : Meningen med Flemming (court métrage)
- 2001 : Woyzecks sidste symfoni[N 1] (court métrage)
- 2002 : Klatretøsen
- 2004 : Les Petits Braqueurs[N 5] (du film Klatretøsen)
- 2004 : Kongekabale
- 2007 : Forførerens fald
- 2007 : L’île aux sorciers (De fortabte sjæles ø) [N 2]
- 2007 : Cecilie
- 2007 : Fighter[N 6]
- 2008 : Rejsen til Saturn
- 2009 : Millénium[N 7]
- 2010 : Sandheden om mænd[N 3]
- 2011 : Ronal le Barbare[N 8] (consultant intrigue)
- 2012 : Royal Affair[N 4]
- 2013 : Kvinden i buret de Mikkel Nørgaard
- 2014 : Les Enquêtes du département V : Profanation (Fasandræberne) de Mikkel Nørgaard : Carl Mørck
- 2016 : Les Enquêtes du département V : Délivrance (Flaskepost fra P) de Hans Petter Moland : Carl Mørck
- 2017 : La Tour sombre
- 2018 : Les Enquêtes du département V : Dossier 64 (Journal 64) de Christoffer Boe : Carl Mørck

#### Séries télévisées
- 2001 : De Udvalgte (idée ; douze premiers épisodes)
- 2010 : Millénium (épisodes 1 et 2)

## Distinctions
| Année | Récompense                                                                | Catégorie                           | Récipiendaire                                           |
| ----- | ------------------------------------------------------------------------- | ----------------------------------- | ------------------------------------------------------- |
| 2002  | Grand-prix du Festival international du court-métrage de Clermont-Ferrand | Compétition internationale          | Woyzecks sidste symfoni                                 |
| 2003  | Prix Robert                                                               | Scénario original de l’année        | Klatretøsen                                             |
| 2004  | Prix du public du Festival international du film de Copenhague            |                                     | Kongekabele                                             |
| 2005  | Prix Bodil                                                                | Film danois de l’année              | Kongekabele                                             |
| 2005  | Prix Bodil                                                                | Réalisateur de l’année              | Nikolaj Arcel pour Kongekabele                          |
| 2005  | Prix Bodil                                                                | Meilleure adaptation                | Kongekabele                                             |
| 2008  | Prix Robert                                                               | Film familial de l’année            | De fortabte sjæles ø                                    |
| 2012  | Ours d’argent Festival du film de Berlin                                  | Meilleur scénario                   | Nikolaj Arcel et Rasmus Heisterberg pour A Royal Affair |
| 2012  | Women Film Critics Circle Awards                                          | Meilleur film et Karen Morley Award | Nikolaj Arcel pour A Royal Affair                       |